# Strombina elegans
Espèce
Synonymes
- Columbella elegans G. B. Sowerby I, 1832
- Columbella (Strombina) elegans
- Strombina (Strombina) elegans

Strombina elegans (la colombelle élégante, selon Lamark) est une espèce de mollusques gastéropodes marins de l'ordre des Neogastropoda et de la famille des Columbellidae. George Brettingham Sowerby I l'a trouvée à Guacamayo (Ara en espagnol) en Amérique Centrale. Elle vit dans de la boue sableuse.
Selon Paleobiology Database, il s'agit aussi d'une espèce fossile trouvée dans des terrains datant du Quaternaire au Panama (au niveau du Canal de Panama).
Selon World Register of Marine Species, le nom admet un homonyme, Strombina elegans Li, 1930, qui est un synonyme de Cotonopsis turrita (G. B. Sowerby I, 1832).